# Palazu Mic
Palazu Mic falu Constanța megyében, Dobrudzsában, Romániában. Közigazgatásilag Mihail Kogălniceanu községhez tartozik. A falu határában mészkővet bányásznak.

## Fekvése
A település az ország délkeleti részén található, Konstancától mintegy huszonhét kilométerre északnyugatra.

## Története
Palazu Mic mezőgazdasági területein egy időszámításunk előtti 3. századi görög település maradványait tárták fel, mely során thászoszi illetve rodoszi cserépedényeket találtak. 

## Külső hivatkozások
- Régészeti ásatások a falu területén 137.-139. o.